# Blade (bokserie)
Blade är en Science fiction-bokserie av pseudonymen E. Jeffrey Lord. Serien består i original av 37 delar som gavs ut som billiga pulp-pocketböcker 1969-1984.
I Sverige översattes tio delar och gavs ut i Sverige 1979-1980. Handlingen kretsar kring Richard Blade, en tidsresande hemlig agent som färdas mellan olika dimensioner och där råkar ut för vilda äventyr med sjörövare, djungelmonster, furstinnor, mordkomplotter, krig och kamper på liv och död.
Författarnamnet Jeffrey Lord är en pseudonym som flera författare från samma förlag, Pinnacle Books, skriver under när de skriver böcker om Richard Blade.
Bland författare som skrivit under pseudonymen återfinns Roland Green, Lyle Kenyon Engel, Ray Nelson och Manning Lee Stokes.

## Seriens delar

### I original
1. The Bronze Axe (1969 - Manning Lee Stokes)
2. The Jade Warrior (1969 - Manning Lee Stokes)
3. Jewel of Tharn (1969 - Manning Lee Stokes)
4. Slave of Sarma (1970 - Manning Lee Stokes)
5. Liberator of Jedd (1971) Manning Lee Stokes)
6. Monster of the Maze (1973 - Manning Lee Stokes)
7. Pearl of Patmos (1973 - Manning Lee Stokes)
8. Undying World (1973 - Manning Lee Stokes)
9. Kingdom of Royth (1974 - Roland Green)
10. Ice Dragon (1974 - Roland Green)
11. Dimension of Dreams (1974 - Roland Green)
12. King of Zunga (1975 - Roland Green)
13. The Golden Steed (1975 - Roland Green)
14. The Temples of Ayocan (1975 - Roland Green)
15. The Towers of Melnon (1975 - Roland Green)
16. The Crystal Seas (1975 - Roland Green)
17. The Mountains of Brega (1976 - Roland Green)
18. Warlords Of Gaikon (1976 - Roland Green)
19. Looters of Tharn (1976 - Roland Green)
20. Guardians Of The Coral Throne (1976 - Roland Green)
21. Champion of the Gods (1976 - Roland Green)
22. The Forests of Gleor (1976 - Roland Green)
23. Empire of Blood (1977 - Roland Green)
24. The Dragons of Englor (1977 - Roland Green)
25. The Torian Pearls (1977 - Roland Green)
26. City of the Living Dead (1978 - Roland Green)
27. Master of the Hashomi (1978 - Roland Green)
28. Wizard of Rentoro (1978 - Roland Green)
29. Treasure of the Stars (1978 - Roland Green)
30. Dimension of Horror (1979 - Ray Faraday Nelson)
31. Gladiators of Hapanu (1979 - Roland Green)
32. Pirates Of Gohar (1979 - Roland Green)
33. Killer Plants Of Binnark (1980 - Roland Green)
34. The Ruins of Kaldac (1981 - Roland Green)
35. The Lords of the Crimson River (1981 - Roland Green)
36. Return to Kaldak (1983 - Roland Green)
37. Warriors of Latan (1984 - Roland Green)

### På svenska
1. Farornas man (1979)
2. Onda makter (1979)
3. Flammande svärd (1980)
4. En grym värld (1980)
5. Okända faror (1980)
6. Dödens pris (1980)
7. Djungelmonstret (1980)
8. Havets skräck (1980)
9. Fånge i ond värld (1980)
10. Drakarna anfaller (1980)